# Type 3 Chi-Nu
Le Type 3 Chi-Nu (三式中戦車 チヌ San-shiki chū-sensha Chi-nu) est le dernier modèle de char moyen développé pour l'Armée impériale japonaise durant la Seconde Guerre mondiale. Issu des précédents modèles Type 97 Chi-Ha et Type 1 Chi-He, il ne connaitra pas le combat comme ce dernier, bien que son canon long donne enfin aux chars japonais la capacité de se mesurer à leurs adversaires.
Après l'arrêt de développement du prototype Type 4 Chi-To, le Type 3 est étudié dans l'optique de contrer les chars moyens M4. En se basant sur le châssis des Type 97 et Type 1, les plans du Chi-Nu sont prêts en octobre 1943, mais la priorité donnée aux productions destinées à l'aviation et la Marine fait que le char est construit, en peu d'exemplaires, à partir de 1944. Il le sera jusqu'à la fin de la guerre et sera conservé sur le territoire national en prévision du débarquement et de l'invasion des forces américaines. Le « modèle 10 de l'année impériale 2603 » équipe en particulier la 4e division blindée de la 36e armée, unité d'entraînement et d'élite.
Sa principale caractéristique est d'être doté d'une tourelle large accueillant un canon long de 75 mm, calibre comparable à ceux utilisés par les belligérants sur le théâtre européen. Le châssis, la motorisation et les suspensions, dans la lignée du Type 97 Chi-Ha, est identique au Type 1 Chi-He. Le canon est capable de perforer 65 mm de blindage à un kilomètre,, valeur suffisante pour détruire un M4 Sherman, tout au moins en tirant dans ses arcs latéraux.

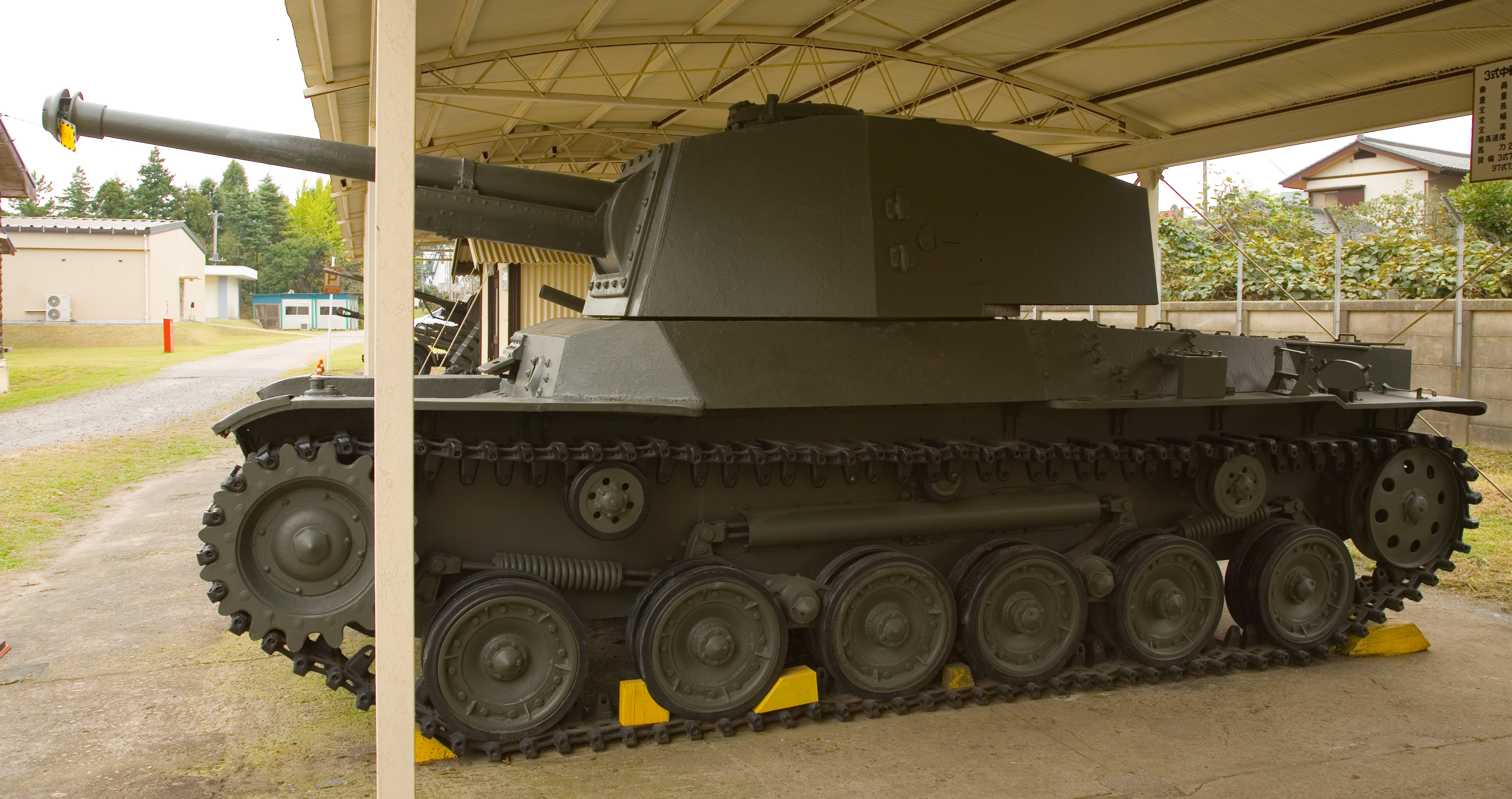
Autre vue du Chi-Nu de Tsuchiura.
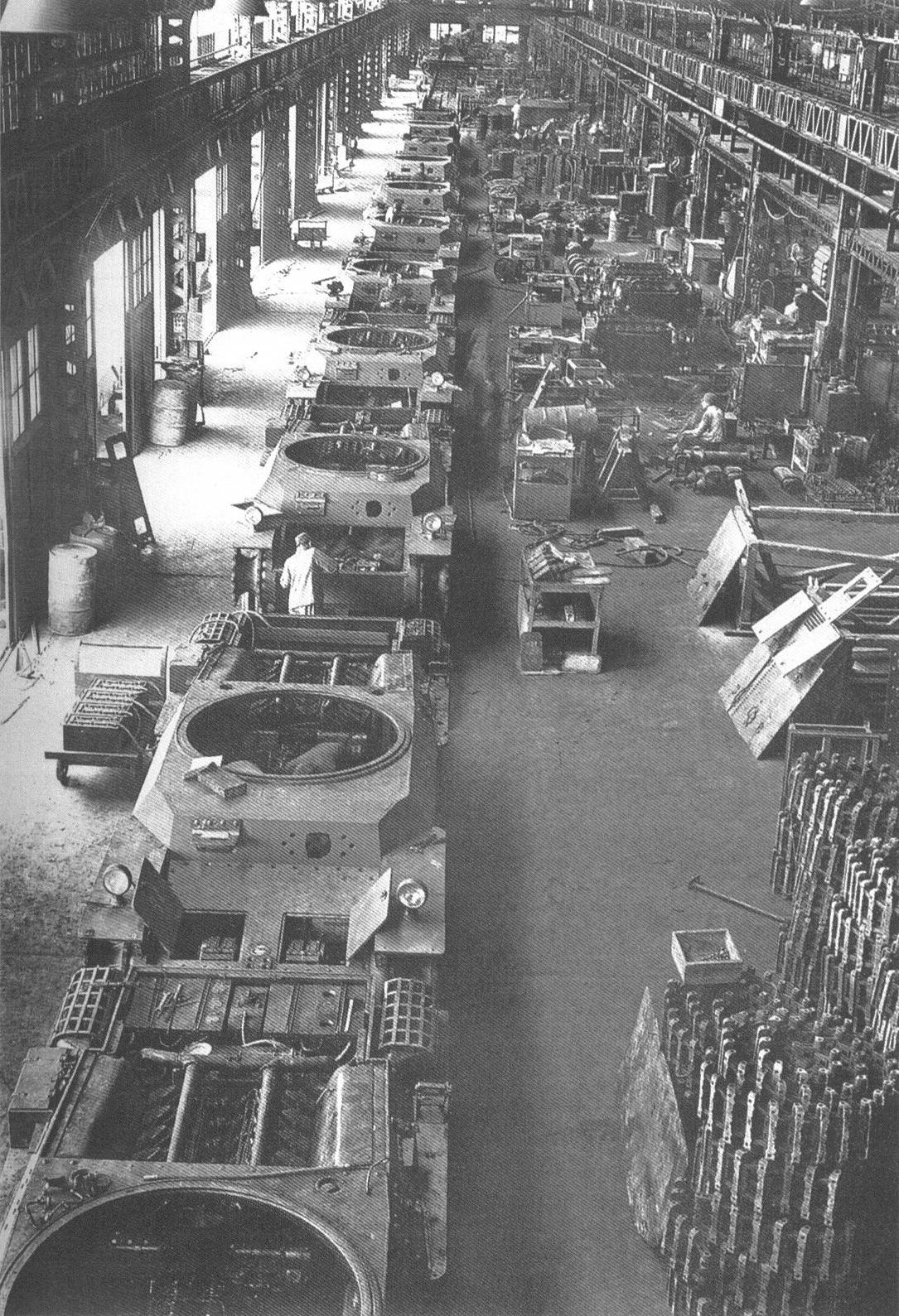
Chaine d'assemblage en usine.
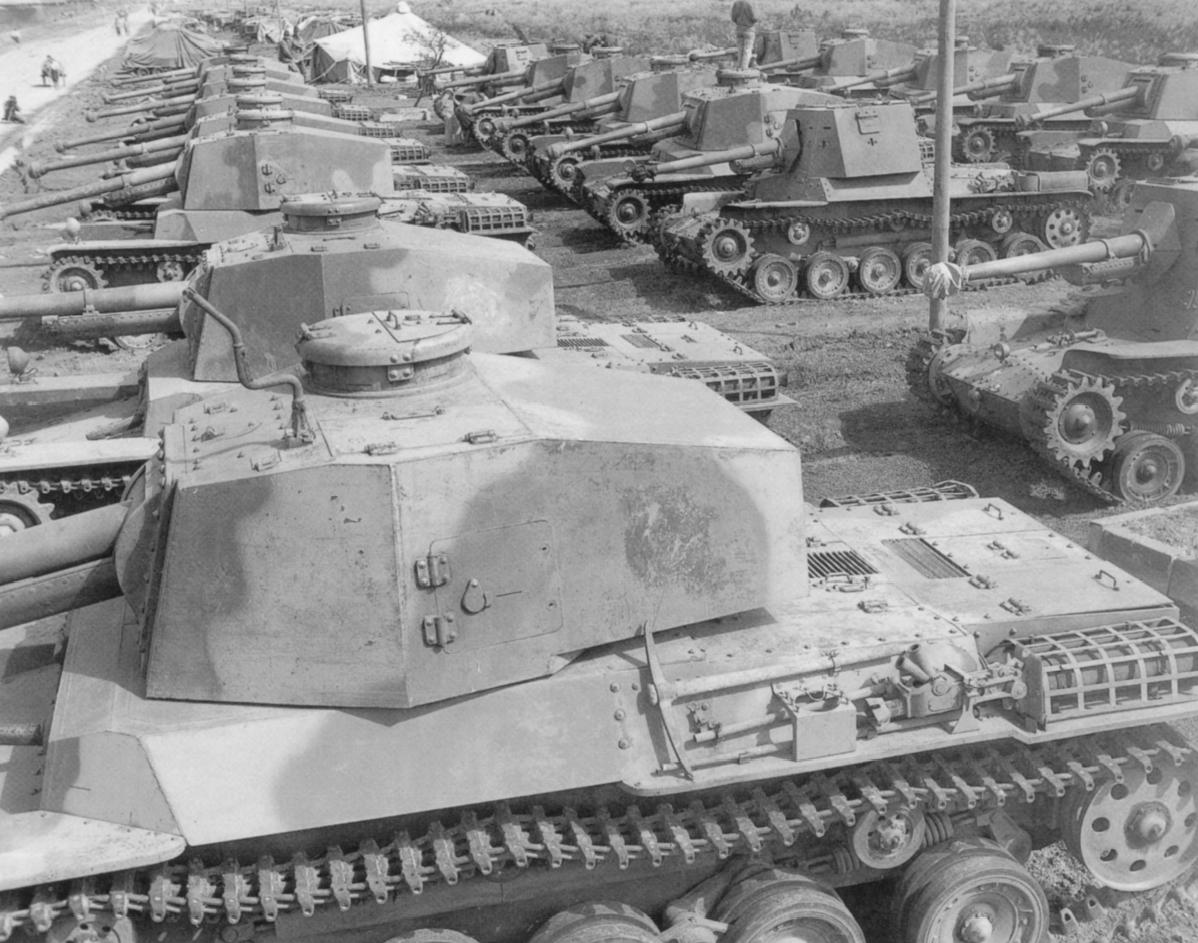
Matériels de la 4e Division blindée.
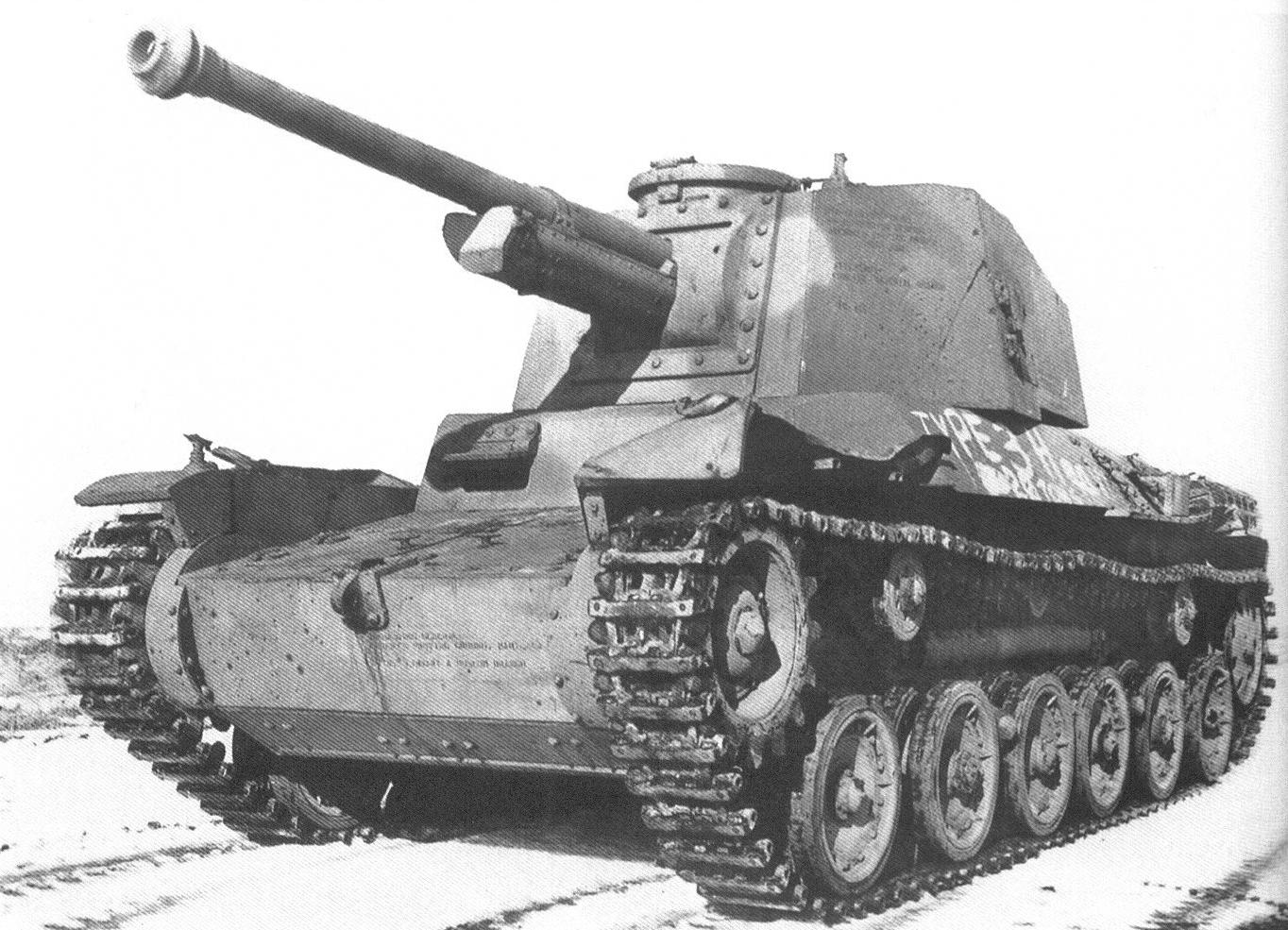
Vue avant.